# اندویل
اندویل (به فرانسوی: Andeville) یک کمون در فرانسه است که در اوآز واقع شده‌است. اندویل ۴٫۱۷ کیلومتر مربع مساحت دارد ۱۵۰ متر بالاتر از سطح دریا واقع شده‌است.